# Sympodiophora viridigrisea
Sympodiophora viridigrisea är en svampart som beskrevs av G.R.W. Arnold, G.P. White & Illman 1988. Sympodiophora viridigrisea ingår i släktet Sympodiophora, divisionen sporsäcksvampar och riket svampar.   Inga underarter finns listade i Catalogue of Life.